# Nationaal College Gheorghe Lazăr

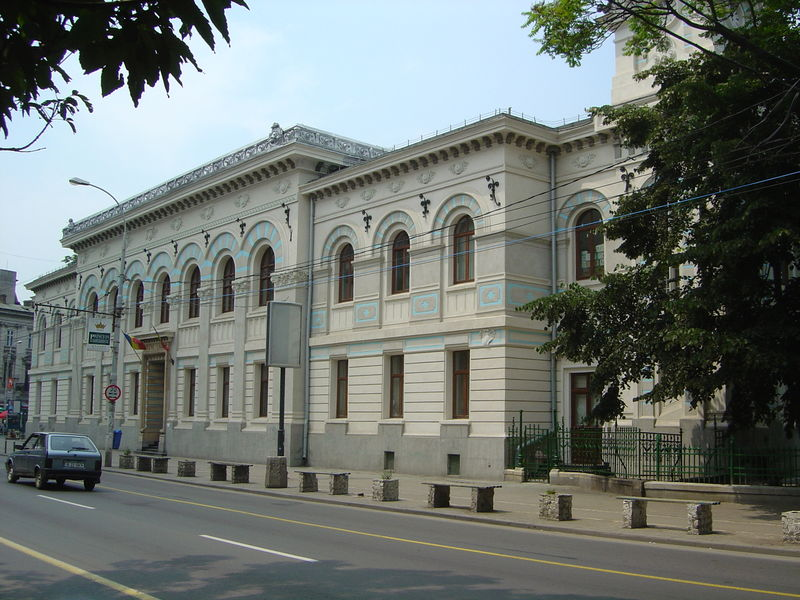
Het Gheorghe Lazărcollege

Het Nationaal College Gheorghe Lazăr (Roemeens: Colegiul Național Gheorghe Lazăr) is een school voor secundair onderwijs in het centrum van Boekarest, de hoofdstad van Roemenië. De school ligt tegenover het beroemde Cișmigiupark en is een van de meest prestigieuze onderwijsinstellingen van Roemenië. De school werd in 1860 opgericht.
Naamgever van de instelling is Gheorghe Lazăr, de pedagoog die in 1818 de eerste Roemeenstalige school stichtte.

## Alumni
- Ion Andreescu
- Alexandru Athanasiu
- Ion Barbu
- Marcel Janco
- Dinu Lipatti
- George Simion